# فرنسيس كلاي
فرنسيس كلاي (بالإنجليزية: Francis Clay)‏ هو عازف جاز أمريكي، ولد في 16 نوفمبر 1923 في روك أيلاند في الولايات المتحدة، وتوفي في 21 يناير 2008 في سان فرانسيسكو في الولايات المتحدة.

## وصلات خارجية
- فرنسيس كلاي على موقع ميوزك برينز (الإنجليزية)
- فرنسيس كلاي على موقع أول ميوزيك (الإنجليزية)
- فرنسيس كلاي على موقع ديسكوغز (الإنجليزية)
- فرنسيس كلاي على موقع ديسكوغز (الإنجليزية)